# Sechszeiler
Ein Sechszeiler (auch Sextett, Sestine oder Sestain) ist in der Verslehre eine aus sechs Versen bestehende Strophen- oder Gedichtform.
Als spezifische Formen sind zu nennen Clogyrnach und Cywydd Llosgyrnog in der keltischen Dichtung, Ljóðaháttr in der altnordischen und Rime couée in der französischen Dichtung.
Reimschema aabbcc:
I sprang to the stirrup, and Joris, and he;
I gallop’d, Dirck gallop’d, we gallop’d all three;
“Good speed !” cried the watch, as the gate-bolts undrew;
“Speed!” echoed the wall to us galloping through;
Behind shut the postern, the lights sank to rest,
And into the midnight we gallop’d abreast.
(Robert Browning, How They Brought the Good News from Ghent to Aix)
Reimschema ababcc:
Drei Worte hört man, bedeutungschwer,:
Im Munde der Guten und Besten.
Sie schallen vergeblich, ihr Klang ist leer,
Sie können nicht helfen und trösten.
Verscherzt ist dem Menschen des Lebens Frucht,
So lang er die Schatten zu haschen sucht.
(Friedrich Schiller, Die Worte des Wahns)
Reimschema aabccb:
Monument von unsrer Zeiten Schande,
Ew'ge Schmachschrift deiner Mutterlande,
Rousseaus Grab, gegrüßet seist du mir!
Fried' und Ruh' den Trümmern deines Lebens!
Fried' und Ruhe suchtest du vergebens,
Fried' und Ruhe fandst du hier!
(Friedrich Schiller, Rousseau)
Reimschema abbaab:
My first thought was, he lied in every word,
That hoary cripple, with malicious eye
Askance to watch the working of his lie
On mine, and mouth scarce able to afford
Suppression of the glee, that purs’d and scor’d
Its edge, at one more victim gain’d thereby.
(Robert Browning, Childe Roland to the Dark Tower Came)